# Fauve Hautot
Fauve Hautot, née le 3 mars 1986 à Dieppe (Seine-Maritime), est une danseuse, chorégraphe, actrice et animatrice de télévision française.
Elle est principalement connue pour sa participation à l'émission télévisée Danse avec les stars depuis 2011 sur TF1. Elle remporte l'émission à quatre reprises, en 2012 avec le chanteur Emmanuel Moire, en 2019 avec le sportif Sami El Gueddari, en 2021 avec le chanteur Tayc et en 2022 avec le chanteur Billy Crawford.
Fauve Hautot s'intéresse de plus en plus à la danse électro. En novembre 2023, elle intègre pour la première fois le jury de la coupe du monde de danse electro.
Lors de la cérémonie d'ouverture des Jeux olympiques de Paris 2024, elle participe à une scène, dans laquelle elle représente la danse de salon et la danse électro avec le danseur Romain Guillermic.

## Biographie
Fauve Hautot est née à Dieppe d'un père comptable, passionné de danse, et d'une mère professeur de danse. Elle grandit dans le village de Saint-Vaast-Dieppedalle (Seine-Maritime). Ses parents ont choisi le prénom original de Fauve « après avoir vu la série L'Amour en héritage, dans laquelle une des héroïnes s'appelait Fauve ». Elle commence la danse à l'âge de 5 ans, en pratiquant les danses latines.
En 2001, elle est sacrée championne de France junior de danses latines, vice-championne en danses standards, et 3e en 10 danses avec Nicolas Pouget.
Encore junior, elle danse une année en adulte avec Grégory Guichard, avec lequel elle se classe 3e des championnats de France 10 danses. Elle se consacre aux danses latines en 2004 avec Alessandro Camerotto, son partenaire italien, avec lequel elle obtient de bons résultats internationaux.
Saturée par les compétitions et les entraînements intensifs trois heures par jour, elle arrête la compétition fin 2004. Elle participe en 2006 six fois à l'émission de France 2, le Dancing Show, avec Maxime Dereymez, qu'ils remportent, ce qui lui permet de se faire connaître du grand public.
Fauve Hautot et Maxime Dereymez accompagnent le chanteur Dany Brillant sur ses dates de concert, sur scène et dans les plateaux télévisés, et se produisent dans des shows de Danses Latines et Standards dans toute la France, et parfois à l'étranger.
Le 12 avril 2011, Fauve Hautot et Maxime Dereymez annoncent qu'ils ne danseront plus ensemble, pour finalement se retrouver un peu plus tard dans la troupe créée par Maxime Dereymez lui-même, les D'pendanse, notamment composée de Katrina Patchett et Denitsa Ikonomova.
En 2011, elle intègre la troupe de danseurs de l'émission de télévision Danse avec les stars sur TF1.
En février 2014, elle se blesse sur le tournage de l'émission d'Arthur Vendredi tout est permis avec Arthur (ligaments croisés déchirés).
Le 4 janvier 2015, elle part en Angleterre pour la création d'un spectacle. Puis, Fauve Hautot se produit sur les pistes du Costa Magica aux côtés de Maxime Dereymez du 22 mai au 2 juin 2015.
En 2015, elle présente sur Gulli Les trésors du livre des records avec Willy Rovelli.
Le 19 juin 2015, elle participe à l'émission Rock'N'Roll Circus présentée par Arthur sur TF1.
Durant l'été 2015, elle fait partie des nouveaux personnages du jeu Fort Boyard. Elle y incarne « Fauve la Tigresse »
À partir d'octobre 2015, elle intègre le jury de la saison 6 de l'émission Danse avec les Stars. Elle continue cependant à danser lors des prestations en groupe avec les autres danseurs professionnels de l'émission.
En fin d'année 2016, elle signe un partenariat avec une enseigne de salles de sport pour proposer ses chorégraphies aux adhérents.
En 2017, Fauve participe au spectacle musical Saturday night fever adapté du film La fièvre du samedi soir au Palais des sports de Paris qui se produit du 9 février 2017 au 30 avril 2017 au Dôme de Paris - Palais des Sports à la Porte de Versailles. Elle devait participer à une tournée dans toute la France, qui est finalement annulée.
En mars 2020, Hautot apparaît dans un épisode de la saison 1 de Astrid et Raphaëlle sous les traits de Cassandre Germain.

## Rencontre avec Romain Guillermic
Fauve Hautot s'intéresse de plus en plus à la danse électro. En novembre 2023, elle intègre pour la première fois le jury de la coupe du monde de danse electro.
Lors de la cérémonie d'ouverture des Jeux olympiques de Paris 2024, elle participe à l'une des scènes, dans laquelle elle représente la danse de salon et la danse électro avec le danseur Romain Guillermic.
Quelques jours après la cérémonie d'ouverture des Jeux olympiques, elle officialise sa relation avec le danseur Romain Guillermic en s'affichant main dans la main avec lui lors d'une interview avec un journaliste du magazine Madame Figaro.

### Formation
- Danse sportive (Latines & Standards) depuis 1991 (France/Italie/Royaume-Uni).
- Jazz/Contemporain/Ballet depuis 2006 (Centre Rick Odums, France).

### Carrière
- Championne de France junior (15 ans) de danse latine.
- Danseuse dans le programme mexicain Segundo Campeonato Mundial de Baile.
- Danseuse pour la tournée Warner (BBC) Dancing with the Stars (Karen Hardy's team).
- Shows dance / TV France & International / Clips avec Maxime Dereymez (en France et à l'étranger).
- Compagnie Charly Moser, Mode (Bercy/Olympia/Cigale).
- Danseuse pour le spectacle Licence To Thrill (janvier - mars 2013) aux côtés de Brendan Cole.
- Saturday Night Fever à partir du 9 février 2017 à Paris, et qui aurait dû partir en tournée dans toute la France en 2017-2018 (annulée).

## Danse avec les stars
À partir de 2011, Fauve Hautot (tout comme Maxime Dereymez) intègre l’équipe de danseurs professionnels de l’émission Danse avec les stars, sur TF1. Elle a pour partenaire :
- l’humoriste Jean-Marie Bigard (saison 1, printemps 2011), avec qui elle termine cinquième,
- le mannequin Baptiste Giabiconi[14] (saison 2, automne 2011), avec qui elle termine troisième en finale[15],
- le chanteur Emmanuel Moire (saison 3, automne 2012), avec qui elle gagne la compétition en finale,
- le mannequin Baptiste Giabiconi (« Danse avec les stars » fête Noël, Noël 2012), avec qui elle termine sixième,
- le chanteur Emmanuel Moire[16] (« Danse avec les stars » fête Noël, Noël 2012), avec qui elle termine cinquième,
- le chanteur Keen'V (saison 4, automne 2013), avec qui elle termine quatrième en demi-finale,
- l'acteur Miguel Ángel Muñoz (saison 5, automne 2014), avec qui elle termine quatrième en demi-finale,
- l'acteur Rayane Bensetti (saison 5, automne 2014) lors de l'épreuve du changement de partenaire,
- le mannequin Terence Telle (saison 9, automne 2018), avec qui elle termine troisième en demi-finale,
- le nageur Sami El Gueddari (saison 10, automne 2019), avec qui elle gagne la compétition en finale.
- le chanteur Tayc[17] (saison 11, automne 2021), avec qui elle gagne la compétition en finale.
- le chanteur Billy Crawford (saison 12, automne 2022), avec qui elle gagne la compétition en finale.

## Chorégraphe
- Programme TV Segundo Campeonato Mundial de Baile à Mexico pour l'équipe française.
- Shows avec Maxime Dereymez (en France et à l'étranger).
- Danse avec les stars sur TF1.
- Comédie musicale The Full Monty.
- Ouverture des jeux olympiques Paris 2024 : Elle represente la danse de salon et la danse electro avec son compagnon Romain Guillermic.

## Émissions de télévision
- 2006 : Le Dancing Show sur France 2.
- Depuis 2011 : Danse avec les stars, sur TF1.
- 2012-2016 : Fort Boyard, sur France 2 : participante
- 2014 : Les People passent le bac, sur NRJ 12 :  candidate
- 2015 : Les Trésors du livre des records sur Gulli : animatrice avec Willy Rovelli
- 2017 : Les 40 ans du disco sur C8 : animatrice avec Estelle Denis
- 2024 : Danse avec les stars d'Internet sur la chaine Twitch de Michou et TF1 : juge

## Filmographie

### Cinéma
- 2023 : Les SEGPA au ski de Hakim et Ali Bougheraba : Katalina
- 2025 : Bastion 36 d'Olivier Marchal : Sacha
- 2025 : Délocalisés d'Ali et Redouane Bougheraba : Charlotte

### Télévision
- 2013 : Nos chers voisins : une livreuse de pizza (1 épisode)
- 2014 : Catherine et Liliane, dans Le Petit Journal, sur Canal+
- 2020 : H24 : Nora (Saison 1, épisode 2)
- 2020 : Astrid et Raphaëlle : Cassandre Germain (Saison 1, épisode 6 L'homme qui n'existait pas)
- 2020 : Meurtres en Berry de Floriane Crépin : Solène Durel
- 2021 : Profession Comédien sur TMC : elle même
- 2021 : M'abandonne pas de Didier Bivel : Marion
- 2021 : L'Art du crime : Mathilde Beltan (Saison 5, épisode 2 Eugène Delacroix)
- 2024 : Mercato : Alexandra Ferrand (Saison 1, épisode 2)
- 2025 : Rien ne t'efface de Jérôme Cornuau : Sabine

### Clips
- 2007 : Stara Zagora, clip Process.
- 2007 : Histoire d'un amour, clip de Dany Brillant.
- 2013 : Beau Malheur, clip d'Emmanuel Moire, chorégraphié par Marie-Claude Pietragalla.
- 2014 : Ce qui nous tient, clip de Sébastien Agius.
- 2023 : Shaman In Your Arms (ft. Jennifer Charles), clip de Wax Tailor.

### Publicité
- Toyota Sienta, pub pour Toyota.
- The Fall, shooting par Simon Procter (en) - VS Magazine.
- Mascara Unlimited, L'Oréal Paris
- Vinted